# Montes Pyrenaeus
Montes Pyrenaeus és una serralada de la Lluna. El sistema muntanyenc s'inicia en el sud-oest del brocal del cràter inundat de lava Gutenberg (el seu punt més septentrional) i s'estén cap al sud fins a aconseguir la vora oriental del Mare Nectaris.
Les coordenades selenogràfiques del centre de la serralada són 15.6° S, 41.2° E, i posseeix una longitud aproximada de 164 km. Johannes Mädler va ser qui li va assignar el nom llatí dels Pirineus, la serralada situada al llarg de la frontera entre França i Espanya.

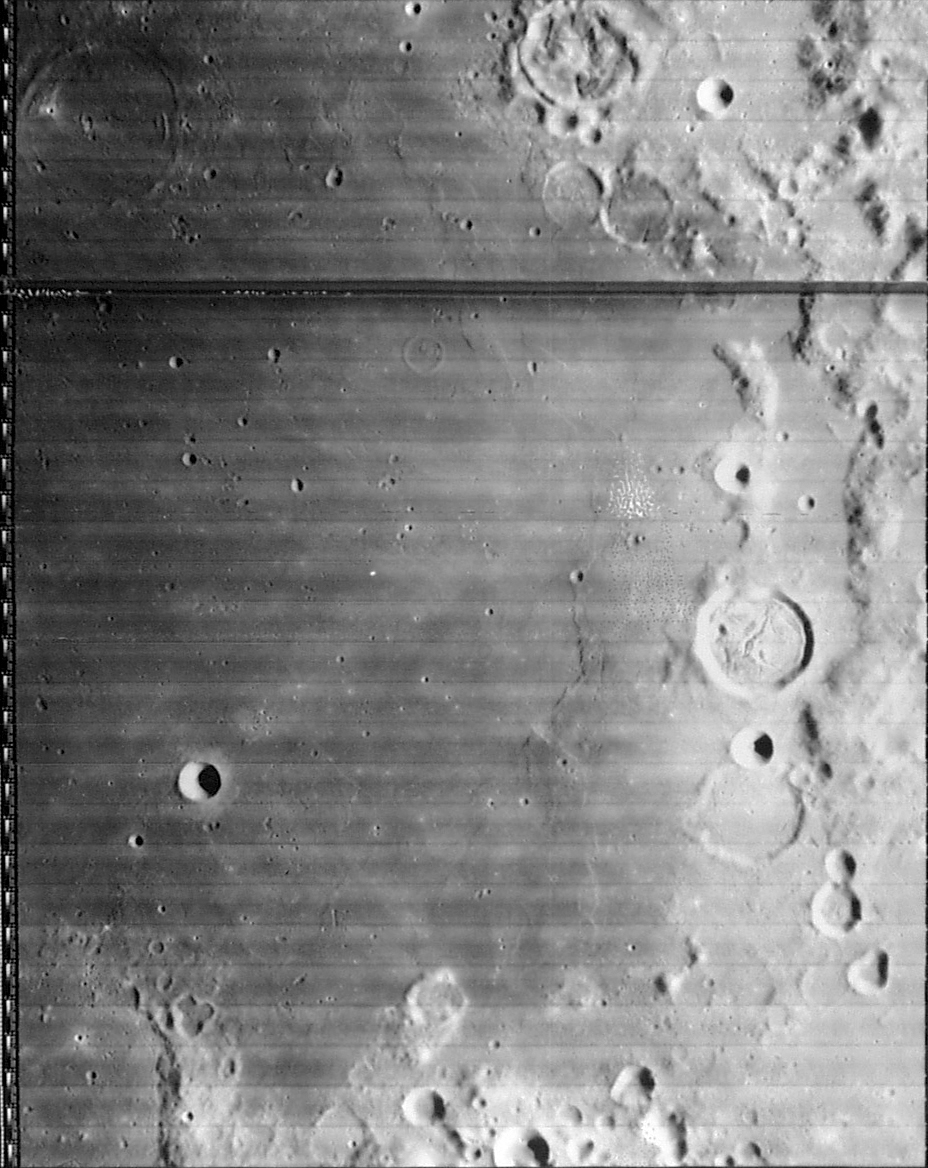
Fotografia general dels Montes Pyrenaeus